# Pamir (Gebirge)
Der Pamir ist ein Hochgebirge in Zentralasien, das zum innerkontinentalen Gebirgssystem Hochasien gehört und zum Teil als Dach der Welt bezeichnet wird. Es hat eine Fläche von etwa 120.000 km², wovon ca. 12.500 km² vergletschert sind.

## Namensherkunft
Die Namensherkunft ist unklar. „Pamir“ wird von einem turksprachigen Wort mit der Bedeutung „kalte Steppenweide“ hergeleitet. Im 19. Jahrhundert wurde der Name mit der indischen Mythologie verknüpft und als eine Verkürzung von Sanskrit upa meru, „jenseits des (heiligen) Berges Meru“, aufgefasst; entsprechend verkürzt aus Sanskrit upa mery, „das Land hinter dem Flussbett“. Eine volksetymologische Interpretation aus Persisch bam-i dunya, „Dach der Welt“, wurde ebenfalls angenommen. Des Weiteren wurde „Pamir“ von persisch pá-i mihr hergeleitet, mit pá, „Fuß“, und mihr, „Mithra“, also „zu Füßen des (persischen Sonnengottes) Mithra“. Neben diesen regionalen Bezügen soll der Name „Pamir“ nach einer weiteren Vermutung von Russen eingeführt worden sein, die im 17. Jahrhundert in der Gegend gegen die Chinesen kämpften. Lokale Gelehrte wiesen darauf hin, dass das Ethnonym „Pamir“ vor den Sowjets und Russen ausschließlich mit den nördlich gelegenen Kirgisen aus Murghob in Verbindung gebracht wurde.

## Geographie
Der äußerste Norden des Faltengebirges jenseits des Transalaigebirges gehört zu Kirgisistan (Oblus Osch), der Osten jenseits der Sarikolkette zu China (autonomes Gebiet Xinjiang), der Süden zu Afghanistan (Provinz Badachschan), der Rest zu Tadschikistan. Innerhalb Tadschikistans gehört der Pamir hauptsächlich zur autonomen Provinz Berg-Badachschan. Daneben haben nördlich der Darwaskette die der Republik unterstellten Bezirke Anteil am Gebirge, ferner in den westlichsten Ausläufern die Provinz Chatlon.
Der Pamir verbindet einige der großen Gebirgszüge Asiens: Zum Tianshan und dem Alaigebirge im Norden ist er durch das Alai-Tal mit den Flussläufen von Kysylsuu und Surchob abgegrenzt, zum Kunlun Shan im Südosten durch die Flusstäler von Taschkorgan und Yarkant. Im Süden und Südwesten bilden die Flüsse Wachandarja und Pandsch die Abgrenzung zum Hindukusch und indirekt auch zum Karakorum. Im Osten des Pamir schließt das Tarimbecken an, das im Süden durch das Hochland von Tibet begrenzt wird.
Die mittlere Höhe des Pamirs liegt bei etwa 3600 bis 4400 m, was meist über der hier bei 3700 m liegenden Baumgrenze liegt. Der größte See im Pamir ist der Karakul in Tadschikistan. Der längste Gletscher ist der 70 km lange Fedtschenko-Gletscher. Durch eines der im Pamir häufigen Erdbeben entstand 1911 der Saressee.
Orografisch gehört der größte Teil des Pamir zum Einzugsgebiet des Amudarja und wird somit zum Aralsee entwässert. Tatsächlich umfassen die Amudarja-Quellflüsse Kysylsuu, Surchob, Wachsch und Pandsch den Pamir im Norden, Süden und Westen. Entsprechend münden auch weitere große Flüsse des Pamir in diese, darunter der namensgleiche Pamir, der Gunt und der Bartang in den Pandsch, der Obichingou in den Wachsch und der Muksu in den Surchob. Im Osten wird der Pamir zum Tarimbecken entwässert, wobei neben dem Taschkorgan auch der Gez zu erwähnen ist. Im Nordosten wiederum bildet der ebenfalls Kysylsuu genannte Quellfluss des Kaschgar, der wie sein westlicher Namensvetter ebenfalls im Alai-Tal verläuft und von diesem durch den 3536 m hohen Taunmurun-Pass getrennt ist, eine weitere Einfassung des Gebirges.
Das Klima ist rau und trocken. Die Bewohner sind meist Viehzüchter und halten Yaks und Fettschwanzschafe. Das Gebirge ist durch den Pamir Highway erschlossen.

## Der Ost-Pamir während der Eiszeit

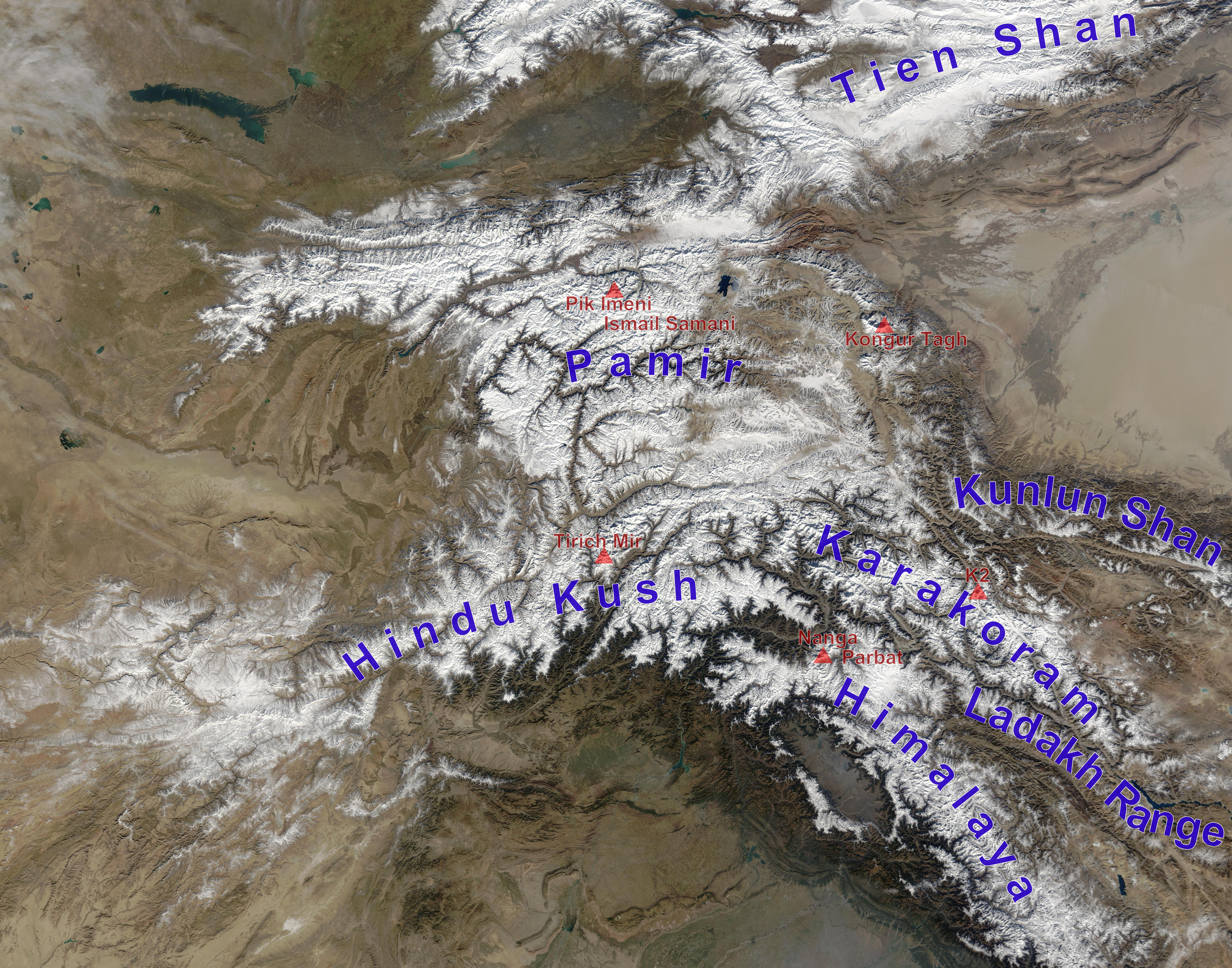
Der Pamir und die angrenzenden Gebirge

Der Ost-Pamir hat vom Westrand des Tarimbeckens eine Ost-West-Ausdehnung von etwa 200 km. Die Nord-Süd-Ausdehnung beträgt vom Kingata Tagh bis zum nordwestlichen Kunlun-Ausläufer rund 170 km. Im Zentrum des Ost-Pamir befinden sich die Massive des Muztagata (7620 m) und des Kongur Tagh (Qungur Shan, 7578, 7628 oder 7649 m).
Die bis zu 21 km langen heutigen Talgletscher sind auf die über 5600 m hohen Gebirgsmassive beschränkt. Während der letzten Eiszeit bedeckte das Gletschereis noch das westlich von Muztagata und Kongur anschließende Hochplateau mit seinem aufgesetzten Mittelgebirgsrelief. Aus diesem Gletschergebiet floss ein Auslassgletscher nach Nordosten durch das Tal des Gez bis auf ca. 1850 m ü. M. und damit bis an den Rand des Tarimbeckens hinab. Dieser Auslassgletscher erhielt Zufluss vom Kaiayayilak-Gletscher aus der Kongur-Nordflanke. Vom nördlich angrenzenden Kara-Bak-Tor-Massiv (Chakragil ca. 6800 oder 6694 m) floss der Oytag-Talgletscher in gleicher Exposition ebenfalls bis auf ca. 1850 m ü. M. hinab.
Die Gleichgewichtslinie (ELA) war eiszeitlich um 820 bis 1250 Höhenmeter gegenüber heute abgesenkt. Hieraus errechnet sich – unter der Bedingung vergleichbarer Niederschlagsverhältnisse – eine eiszeitliche Temperaturabsenkung von mindestens 5 bis 7,5 °C.

## Tierwelt
Die Tierwelt des Pamir setzt sich naturgemäß aus Hochgebirgsarten zusammen. Zu den bekanntesten, aber auch den seltensten Tieren des Gebirgszugs zählen der Schneeleopard und das Marco-Polo-Argali. Beide Arten werden im chinesischen Taschkorgan-Reservat geschützt, das im Grenzgebiet zum Karakorum gelegen ist.

## Gebirgszüge

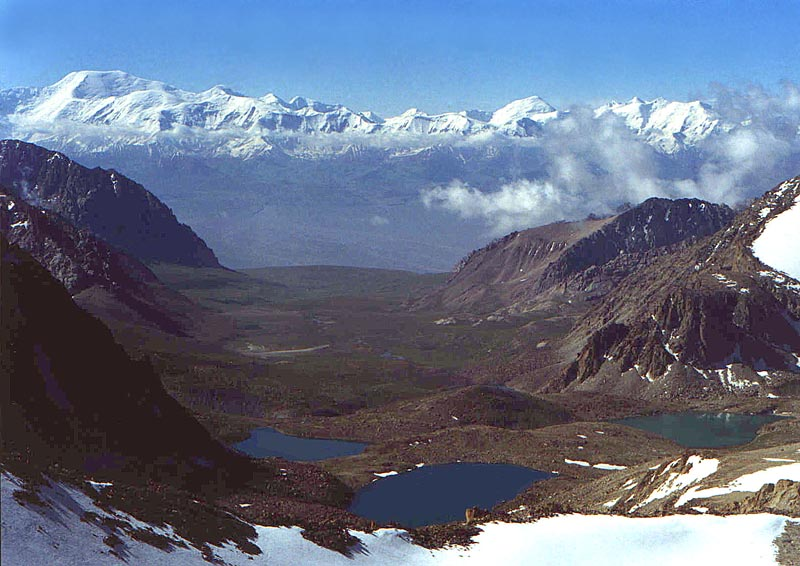
Blick vom Alaigebirge zum Transalaigebirge im Pamir. Links der hohe Pik Lenin.

Die wichtigsten Gebirgszüge des Pamir sind:
- Kongur Shan
- Transalaigebirge
- Kette der Akademie der Wissenschaften
- Jasgulemkette
- Muskolkette
- Sarikolkette
- Peter-I.-Kette
- Schachdarakette
- Wachankette
- Ruschankette
- Südliche Alitschurkette
- Schugnankette
- Wantschkette
- Darwaskette

## Berge
Zu den Bergen des Pamirs gehören unter anderen:
| Name                                                              | Höhe in [m] | Koord. | Teilgebirge                           | Land   |
| ----------------------------------------------------------------- | ----------- | ------ | ------------------------------------- | ------ |
| Kongur (Kungur Tagh)                                              | 7649        | (⊙)    | Kongur Shan                           | CN     |
| Kongur Jiubie (Kungur Tjube Tagh)                                 | 7530        | (⊙)    | Kongur Shan                           | CN     |
| Muztagata                                                         | 7509        | (⊙)    | Muztagata-Massiv                      | CN     |
| Pik Ismoil Somoni (früher Pik Kommunismus, Pik Stalin)            | 7495        | (⊙)    | Kette der Akademie der Wissenschaften | TJ     |
| Pik Lenin (neuer Name: Pik Abu Ali Ibn Sino; früher Pik Kaufmann) | 7134        | (⊙)    | Transalaigebirge                      | TJ, KS |
| Pik Korschenewskaja                                               | 7105        | (⊙)    | Kette der Akademie der Wissenschaften | TJ     |
| Qullai Istiqlol (früher Pik Revolution, Dreispitz)                | 6940        | (⊙)    | Jasgulemkette                         | TJ     |
| Pik Rossija                                                       | 6875        | (⊙)    | Kette der Akademie der Wissenschaften | TJ     |
| Pik Moskau                                                        | 6785        | (⊙)    | Peter-I.-Kette                        | TJ     |
| Pik Karl Marx                                                     | 6726        | (⊙)    | Schachdarakette                       | TJ     |
| Pik Kurumdy                                                       | 6614        | (⊙)    | Transalaigebirge                      | TJ, KS |
| Pik Garmo                                                         | 6595        | (⊙)    | Kette der Akademie der Wissenschaften | TJ     |
| Pik Engels                                                        | 6510        | (⊙)    | Schachdarakette                       | TJ     |
| Koh-e Pamir                                                       | 6320        | (⊙)    | Wachankette                           | AF     |
| Pik der Sowjetischen Offiziere                                    | 6233        | (⊙)    | Muskolkette                           | TJ     |
| Pik Majakowski                                                    | 6095        | (⊙)    | Schachdarakette                       | TJ     |
| Pik Patchor                                                       | 6083        | (⊙)    | Ruschankette                          | TJ     |
| Pik Leipzig                                                       | 5725        | (⊙)    | Transalaigebirge                      | TJ, KS |
| Pik Skalisty                                                      | 5707        | (⊙)    | Schugnankette                         | TJ     |
| Pik Kysyldangi                                                    | 5704        | (⊙)    | Südliche Alitschurkette               | TJ     |

Anmerkung: Die Gipfel der Kongur- und Muztagata-Gruppe werden in einigen Quellen zum Kunlun gezählt, womit der Pik Ismoil Somoni der höchste Gipfel des Pamir wäre.